# Инфинитезималан
У математици инфинитезималан или бесконачно мали број, је број чија је апсолутна вредност мања од било ког позитивног реалног броја. Број x је инфинитезималан ако и само ако за сваки цео број n, важи да је |nx| мање од 1, без обзира колико је велико n. У том случају, апсолутна вредност од 1/x је већа него било који позитиван реалан број. Инфинитезимали различити од нуле, очигледно, нису реални бројеви, тако да „операције“ са њима низу познате.

## Историја инфинитезимала
Први математичар који је користио инфинитезимале био је Архимед, иако он није веровао у њихово постојање. 
Када су Њутн и Лајбниц развили анализу (видети и калкулус), почели су да користе инфинитезимале. Уобичајена употреба би изгледала овако:
Да би се нашао извод f'(x) од функције f(x) = x², нека dx буде инфинитезимал. Тада,
| {\displaystyle f'(x)\,} | {\displaystyle =\lim _{dx\rightarrow 0}{\frac {f(x+dx)-f(x)}{dx}}\,} |
|                         | {\displaystyle ={\frac {x^{2}+2x\cdot dx+dx^{2}-x^{2}}{dx}}\,}       |
|                         | {\displaystyle =2x+dx\,}                                             |
|                         | {\displaystyle =2x\,}                                                |
пошто је dx инфинитезимално мало.
Овај аргумент, иако интуитиван, и иако производи тачан резултат, није математички тачан. Основни проблем је што се dx прво сматра различитим од нуле (јер делимо њиме), али се касније одбацује као да је нула.
Тек другом половином деветнаестог века анализи је дата математичка веродостојност, увођењем лимеса. У двадесетом веку, откривено је да се инфинитезимали ипак могу користити строго математички. И једна и друга формулација нису нетачне (мисли се на то да се dx прво сматра различитим од нуле, а касније се одбацује као да је нула), већ обе дају тачан резултат ако се користе правилно.